# Timo Werner
Timo Werner (n. 6 martie 1996, Stuttgart, Germania) este un fotbalist german, care joacă pe post de atacant la Tottenham în Premier League. Pe plan internațional, are prezențe la națională pentru Germania.
Werner și-a început cariera profesionistă în 2013, jucând pentru VfB Stuttgart, devenind cel mai tânăr debutant și cel mai tânăr marcator al clubului. A semnat cu RB Leipzig în 2016, la vârsta de 20 de ani, pentru un transfer record la acea vreme de 10 milioane de euro. Cu Leipzig, a stabilit recordul ca cel mai tânăr jucător care a ajuns la 150 și, respectiv, 200 de apariții în Bundesliga. Werner a terminat, de asemenea, ca al doilea cel mai mare marcator al campionatului în sezonul 2019-20. După ce a devenit cel mai mare marcator din toate timpurile al lui Leipzig, Werner a plecat la Chelsea în 2020 pentru un transfer de 50 de milioane de euro, câștigând Liga Campionilor UEFA în primul său sezon la club. Ulterior, s-a întors la Leipzig în august 2022 pentru un transfer de 25,3 milioane de lire sterline.
Internațional german, Werner a fost un marcator prolific al categoriilor inferioare ale Germaniei, marcând 34 de goluri în 48 de apariții la diferite categorii de vârstă. Werner și-a făcut debutul la naționala mare în 2017 și a ajutat Germania să câștige Cupa Confederațiilor FIFA 2017, câștigând Gheata de Aur ca cel mai mare marcator al turneului. De asemenea, a reprezentat Germania la Campionatul Mondial de Fotbal 2018 și la Campionatul European de Fotbal 2020.

## Goluri internaționale
| #   | Dată              | Loc                                           | Oponent           | Scor | Rezultat | Competiție                                   |
| --- | ----------------- | --------------------------------------------- | ----------------- | ---- | -------- | -------------------------------------------- |
| 1.  | 25 iunie 2017     | Fisht Olympic Stadium, Sochi, Rusia           | Camerun           | 2–0  | 3–1      | Cupa Confederațiilor FIFA 2017               |
| 2.  | 25 iunie 2017     | Fisht Olympic Stadium, Sochi, Rusia           | Camerun           | 3–1  | 3–1      | Cupa Confederațiilor FIFA 2017               |
| 3.  | 29 iunie 2017     | Fisht Olympic Stadium, Sochi, Rusia           | Mexic             | 3–0  | 4–1      | Cupa Confederațiilor FIFA 2017               |
| 4.  | 1 septembrie 2017 | Eden Arena, Praga, Cehia                      | Cehia             | 1–0  | 2–1      | Calificările pentru Campionatul Mondial 2018 |
| 5.  | 4 septembrie 2017 | Mercedes-Benz Arena, Stuttgart, Germania      | Norvegia          | 3–0  | 6–0      | Calificările pentru Campionatul Mondial 2018 |
| 6.  | 4 septembrie 2017 | Mercedes-Benz Arena, Stuttgart, Germania      | Norvegia          | 4–0  | 6–0      | Calificările pentru Campionatul Mondial 2018 |
| 7.  | 14 noiembrie 2017 | RheinEnergieStadion, Köln, Germania           | Franța            | 1–1  | 2–2      | Meci amical                                  |
| 8.  | 8 iunie 2018      | BayArena, Leverkusen, Germania                | Arabia Saudită    | 1–0  | 2–1      | Meci amical                                  |
| 9.  | 19 noiembrie 2018 | Arena AufSchalke, Gelsenkirchen, Germania     | Țările de Jos     | 1–0  | 2–2      | UEFA Nations League A                        |
| 10. | 11 iunie 2019     | Opel Arena, Mainz, Germania                   | Estonia           | 7–0  | 8–0      | preliminarii UEFA Euro 2020                  |
| 11. | 13 octombrie 2019 | A. Le Coq Arena, Tallinn, Estonia             | Estonia           | 3–0  | 3–0      | preliminarii UEFA Euro 2020                  |
| 12. | 3 septembrie 2020 | Mercedes-Benz Arena, Stuttgart, Germania      | Spania            | 1–0  | 1–1      | UEFA Nations League A                        |
| 13. | 13 octombrie 2020 | RheinEnergieStadion, Cologne, Germania        | Elveția           | 1–2  | 3–3      | UEFA Nations League A                        |
| 14. | 14 noiembrie 2020 | Red Bull Arena, Leipzig, Germania             | Ucraina           | 2–1  | 3–1      | UEFA Nations League A                        |
| 15. | 14 noiembrie 2020 | Red Bull Arena, Leipzig, Germania             | Ucraina           | 3–1  | 3–1      | UEFA Nations League A                        |
| 16. | 7 iunie 2021      | Merkur Spiel-Arena, Düsseldorf, Germania      | Letonia           | 6–0  | 7–1      | Meci amical                                  |
| 17. | 2 septembrie 2021 | Kybunpark, St. Gallen, Elveția                | Liechtenstein     | 1–0  | 2–0      | Calificările pentru Campionatul Mondial 2022 |
| 18. | 5 septembrie 2021 | Mercedes-Benz Arena, Stuttgart, Germania      | Armenia           | 4–0  | 6–0      | Calificările pentru Campionatul Mondial 2022 |
| 19. | 8 septembrie 2021 | Laugardalsvöllur, Reykjavík, Islanda          | Islanda           | 4–0  | 4–0      | Calificările pentru Campionatul Mondial 2022 |
| 20. | 11 octombrie 2021 | Toše Proeski Arena, Skopje, Macedonia de Nord | Macedonia de Nord | 2–0  | 4–0      | Calificările pentru Campionatul Mondial 2022 |
| 21. | 11 octombrie 2021 | Toše Proeski Arena, Skopje, Macedonia de Nord | Macedonia de Nord | 3–0  | 4–0      | Calificările pentru Campionatul Mondial 2022 |
| 22. | 26 martie 2022    | Rhein-Neckar-Arena, Sinsheim, Germania        | Israel            | 2–0  | 2–0      | Meci amical                                  |
| 23. | 14 iunie 2022     | Borussia-Park, Mönchengladbach, Germania      | Italia            | 4–0  | 5–2      | UEFA Nations League A                        |
| 24. | 14 iunie 2022     | Borussia-Park, Mönchengladbach, Germania      | Italia            | 5–0  | 5–2      | UEFA Nations League A                        |

## Palmares
RB Leipzig
- DFB-Pokal: 2022–23[5]
- DFL-Supercup: 2023[6]

Chelsea
- Liga Campionilor UEFA: 2020–21[7]
- Supercupa Europei UEFA: 2021[8]
- Campionatul Mondial al Cluburilor FIFA: 2021[9]
- Finalist FA Cup: 2020–21,[10] 2021–22[11]
- Finalist EFL Cup: 2021–22[12]

Tottenham Hotspur
- UEFA Europa League: 2024–25[13]

Germania
- Cupa Confederațiilor FIFA: 2017[14]